# Colonias de Cernícalo Primilla de Casa de la Enjarada
Colonias de Cernícalo Primilla de Casa de la Enjarada este o arie protejată (arie de protecție specială avifaunistică — SPA) din Spania întinsă pe o suprafață de 8,48 ha, integral pe uscat.

## Localizare
Centrul sitului Colonias de Cernícalo Primilla de Casa de la Enjarada este situat la coordonatele 39°25′36″N 6°24′50″W / 39.426667°N 6.413889°V.

## Înființare
Situl Colonias de Cernícalo Primilla de Casa de la Enjarada a fost declarat arie de protecție specială avifaunistică în decembrie 2004 pentru a proteja 1 specie de animale.

## Biodiversitate
Situată în ecoregiunea mediteraneană, aria protejată conține 1 habitat natural: Pseudostepă cu ierburi și specii anuale de Thero-Brachypodietea.
La baza desemnării sitului se află o specie protejată de  păsări: Falco naumanni.